# Goshogawara

Goshogawara (五所川原市 Goshogawara-shi?) este un municipiu din Japonia, prefectura Aomori.